# Sondra Locke
Sondra Locke (Shelbyville, 28 mei 1944 - Los Angeles, 3 november 2018) was een Amerikaans actrice, zangeres en filmregisseur.
Ze maakte haar debuut met de film The Heart Is a Lonely Hunter (1968), waarvoor ze genomineerd werd voor een Academy Award. Samen met haar toenmalige partner Clint Eastwood was ze in de 20 jaar erop te zien in een reeks films beginnend met The Outlaw Josey Wales.

## Biografie

### Jonge jaren
Hoewel haar geboortejaar vaak wordt gegeven als 1947, is Sondra Locke in werkelijkheid geboren in 1944 onder de volledige naam Sandra Louise Smith. Ze was de dochter van Raymond Smith (een militair) en Pauline Bayne Locke. Haar ouders zijn voor haar geboorte gescheiden.
Locke groeide op in Shelbyville in de Amerikaanse staat Tennessee. Haar moeder trouwde kort na Locke’s geboorte met Alfred Taylor Locke (1922-2007), een bouwvakker. Locke heeft een halfbroer, Don.
Locke was een van de beste studenten in haar klas aan de Shelbyville Central High School. Ze ging na de middelbare school studeren aan de Middle Tennessee State University, maar stopte na een jaar al met haar studie om te gaan acteren.

### Carrière
In 1968 nam Locke deel aan een talentenjacht voor een rol in de film The Heart is a Lonely Hunter. Om deel te nemen vertelde ze de producers dat ze 17 jaar oud was. Ze kreeg de rol, die haar bekend maakte als actrice en een academy award-nominatie opleverde. Tevens werd ze voor de rol genomineerd voor twee Golden Globes.
Ondanks dit eerste succes, duurde het enkele jaren voor haar acteercarrière definitief van de grond kwam. Begin jaren 70 trad ze op in enkele onafhankelijke films waaronder The Second Coming of Suzanne en Willard. Ze had ook gastrollen in televisieseries zoals Barnaby Jones en Kung Fu.
Locke’s carrière kwam in een stroomversnelling toen ze een rol kreeg in de film The Outlaw Josey Wales, samen met Clint Eastwood. Samen met Eastwood maakte ze nog een reeks succesvolle films waaronder The Gauntlet en Bronco Billy. In 1983 speelde ze een op wraak beluste moordenares in Sudden Impact; de meest succesvolle film uit de Dirty Harry-filmreeks.
Locke begon naast acteren ook te werken aan een carrière als zangeres. Zo zong ze liederen voor de Which Way-films. In 1986 maakte ze haar debuut als regisseur met de film
Ratboy. Later regisseerde ze ook de thriller Impulse. Beide films werden gefinancierd door Eastwood.
Na Impulse nam haar filmcarrière af. Ze regisseerde nog de televisiefilm Death in Small Doses en de onafhankelijke film Do Me A Favor. In 1999, bijna 13 jaar na haar laatste filmrol, was ze te zien in twee onafhankelijke films. Nadien heeft ze niet meer in de filmindustrie gewerkt. Wel diende haar leven als inspiratie voor de film Our Very Own uit 2005.

### Persoonlijk leven
Locke was bijna haar hele leven vrienden met Gordon Anderson, een beeldhouwer die ze op de middelbare school leerde kennen. In september 1967 trouwde ze met hem, ondanks dat Anderson reeds openlijk had toegegeven homoseksueel te zijn. Volgens haar autobiografie deed ze dit vooral omdat ze hoopte dat het hun band zou versterken, en het huwelijk verder puur symbolisch was. De twee waren wettelijk nog steeds getrouwd, maar leefden inmiddels apart van elkaar.
Sondra Locke had ook 14 jaar een relatie met Clint Eastwood. Ze kregen een relatie op de set van The Outlaw Josey Wales en gingen in 1976 samenwonen. De twee gingen in 1989 uit elkaar. Over haar leven met Eastwood schreef Locke de memoire The Good, the Bad, and the Very Ugly.
Locke onderging in 1990 een dubbele mastectomie wegens borstkanker. Tijdens haar behandeling kreeg ze een relatie met Scott Cunneen, de hoofdarts van het Cedars-Sinai Medical Center. In 1996 gingen ze samenwonen. In 2000 gingen ze uit elkaar.
In november 2018 overleed Locke aan een hartstilstand.

## Filmografie

### Als actrice
- The Heart Is a Lonely Hunter (1968)
- Cover Me Babe (1970) (limited release)
- Willard (1971)
- The Gondola (1973) (tv)
- A Reflection of Fear (1973)
- The Second Coming of Suzanne (1974)
- The Outlaw Josey Wales (1976)
- Death Game (1977)
- The Shadow of Chikara (1977)
- The Gauntlet (1977)
- Every Which Way But Loose (1978)
- Friendships, Secrets and Lies (1979) (televisie)
- Tales of the Unexpected (1979) (televisie)
- Bronco Billy (1980)
- Any Which Way You Can (1980)
- Rosie: The Rosemary Clooney Story (1982) (televisie)
- Sudden Impact (1983)
- Ratboy (1986)
- The Prophet’s Game (1999) (direct-naar-video)
- Clean and Narrow (1999) (direct-naar-video)

### Als regisseur
- Ratboy (1986)
- Impulse (1990)
- Death in Small Doses (1995) (televisie)
- Do Me a Favor (1997) (direct-naar-video)

### Televisie
- Night Gallery (1972) 1 aflevering
- The F.B.I. (1972) 1 aflevering
- The ABC Afternoon Playbreak (1973) 1 aflevering
- Cannon (1973 en 1975) 2 afleveringen
- Kung Fu (1974) 1 aflevering
- Planet of the Apes (1974) 1 aflevering
- Barnaby Jones (1975) 1 aflevering
- Joe Forrester (1976) 1 aflevering
- Tales of the Unexpected (1984)

## Discografie
- I Seek The Night / Don't Say You Don't Love Me No More (met Phil Everly) (1978) - single[7]
- Every Which Way but Loose OST (1978) - verzamelalbum, gastzang
- Any Which Way You Can OST (1980) - verzamelalbum, gastzang
- Too Loose (1980) - single